# باوك سالونيكا
النادي الرياضي البان-سالونيكي للقسطنطينيين (باليونانية: Πανθεσσαλονίκειος Αθλητικός Όμιλος Κωνσταντινουπολιτών)‏ أو اختصاراً باوك (باليونانية: ΠΑΟΚ)‏ ويشار إليه باسم باوك سالونيكا نادي كرة قدم يوناني يلعب في دوري الدرجة الممتازة. تم تأسيس النادي في سنة 1926 .

## إنجازاته
- بطل الدوري اليوناني 4 مرات (1985، 1976، 2019، 2024)
- بطل كأس اليونان 8 مرات (1972، 1974، 2001، 2003، 2017، 2018، 2019، 2021)
- لعب 21 نهائياً لكأس اليونان (فاز في 8 وخسر 21 نهائياً)

## معرض صور

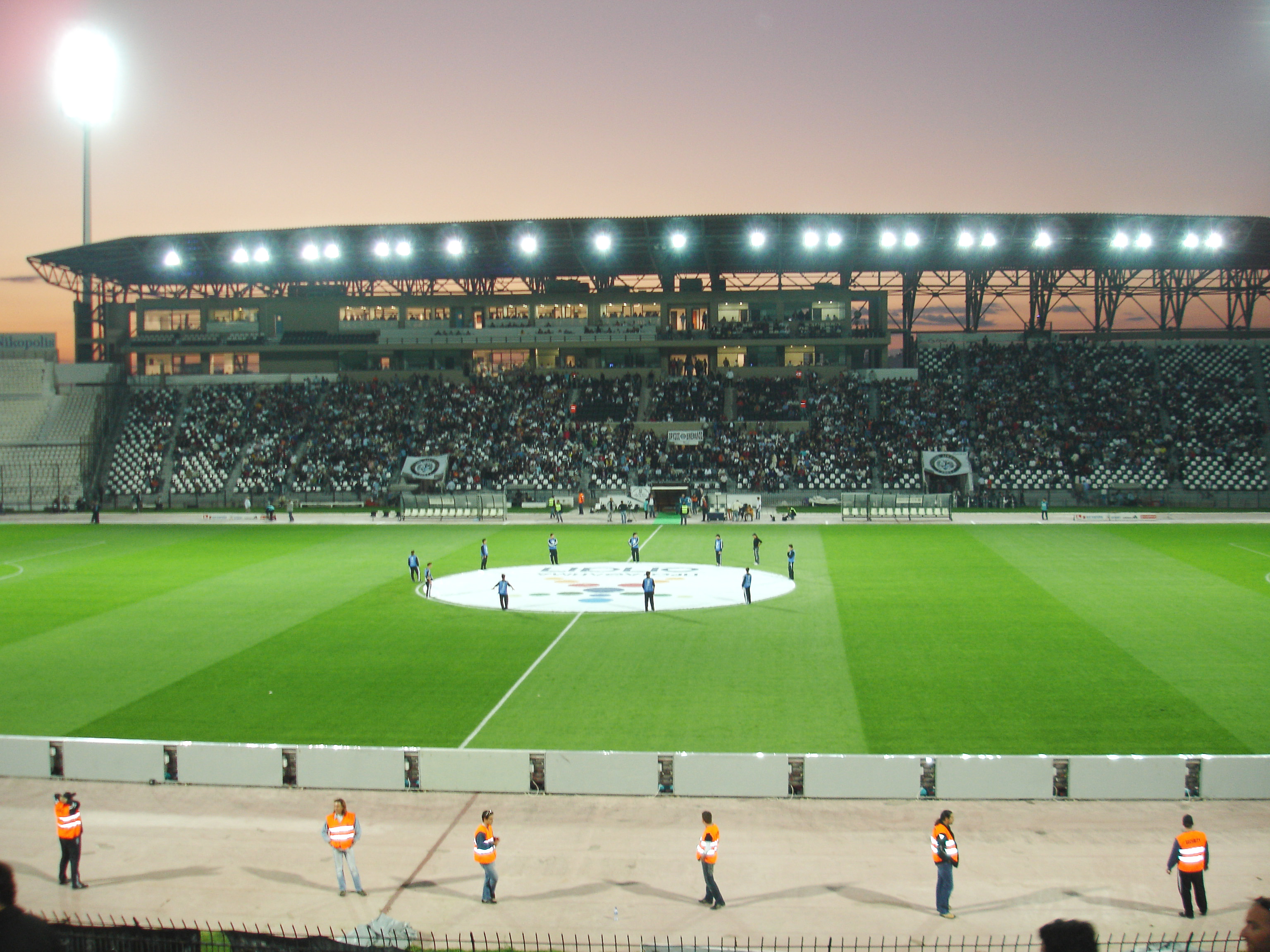
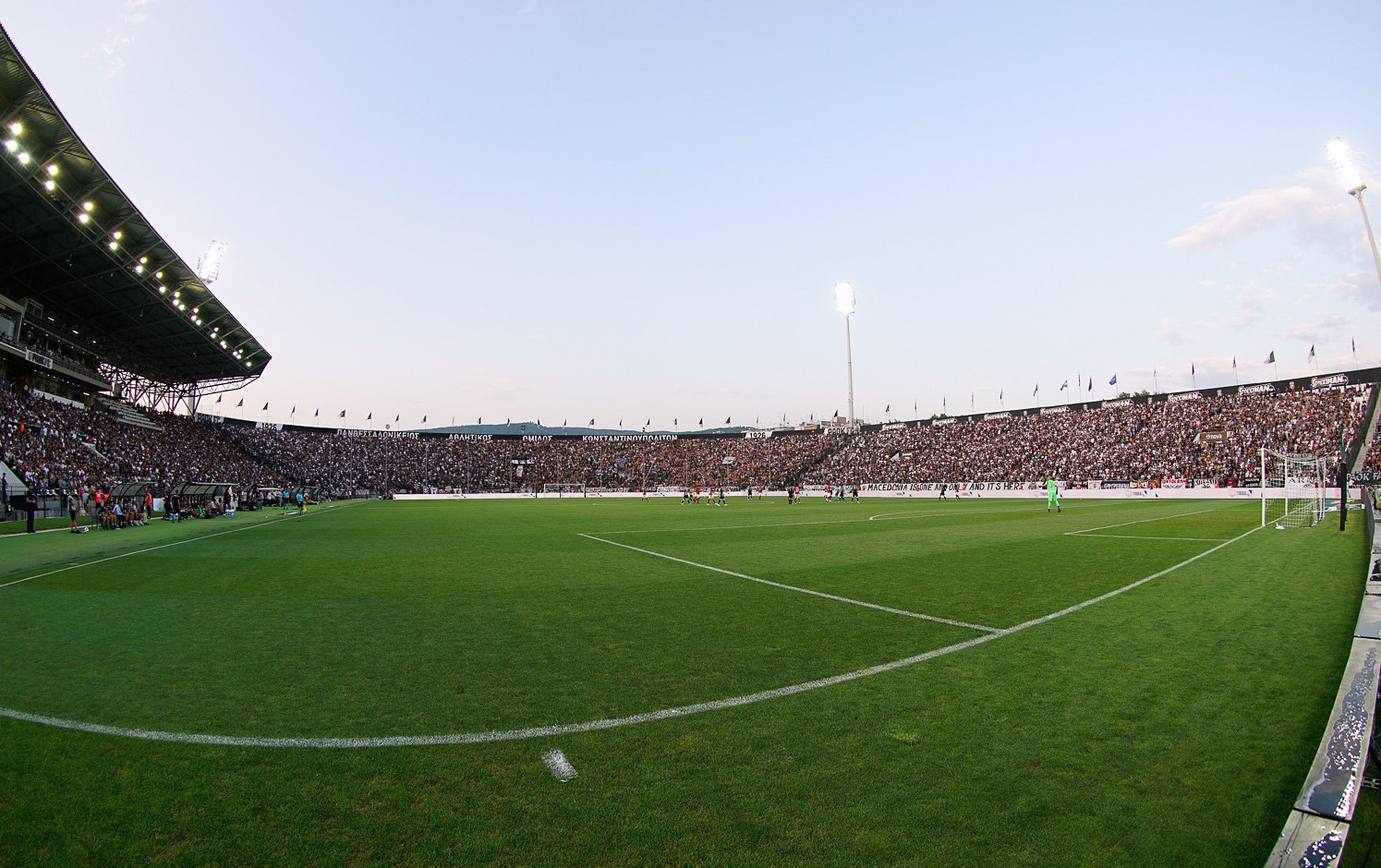
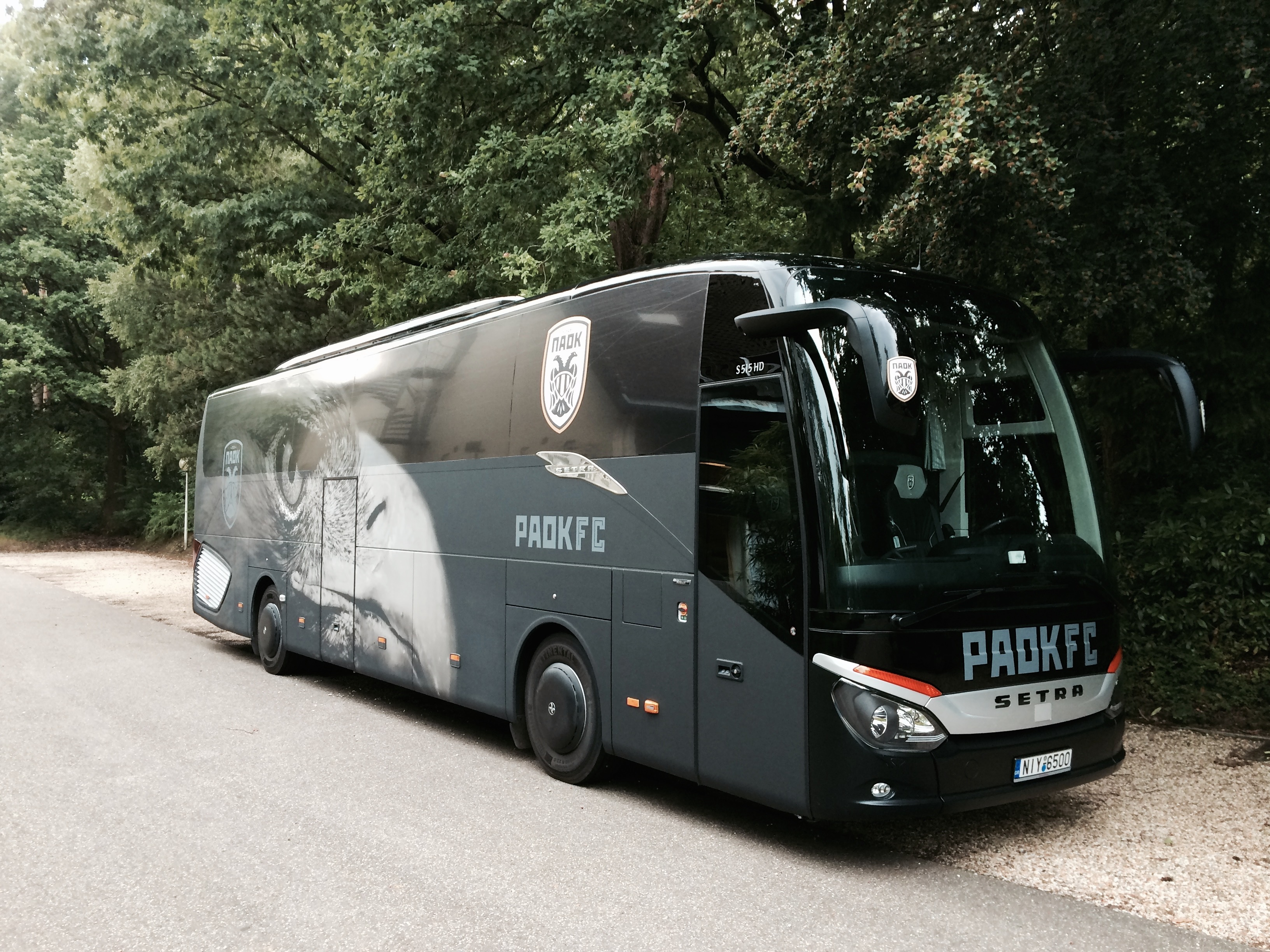
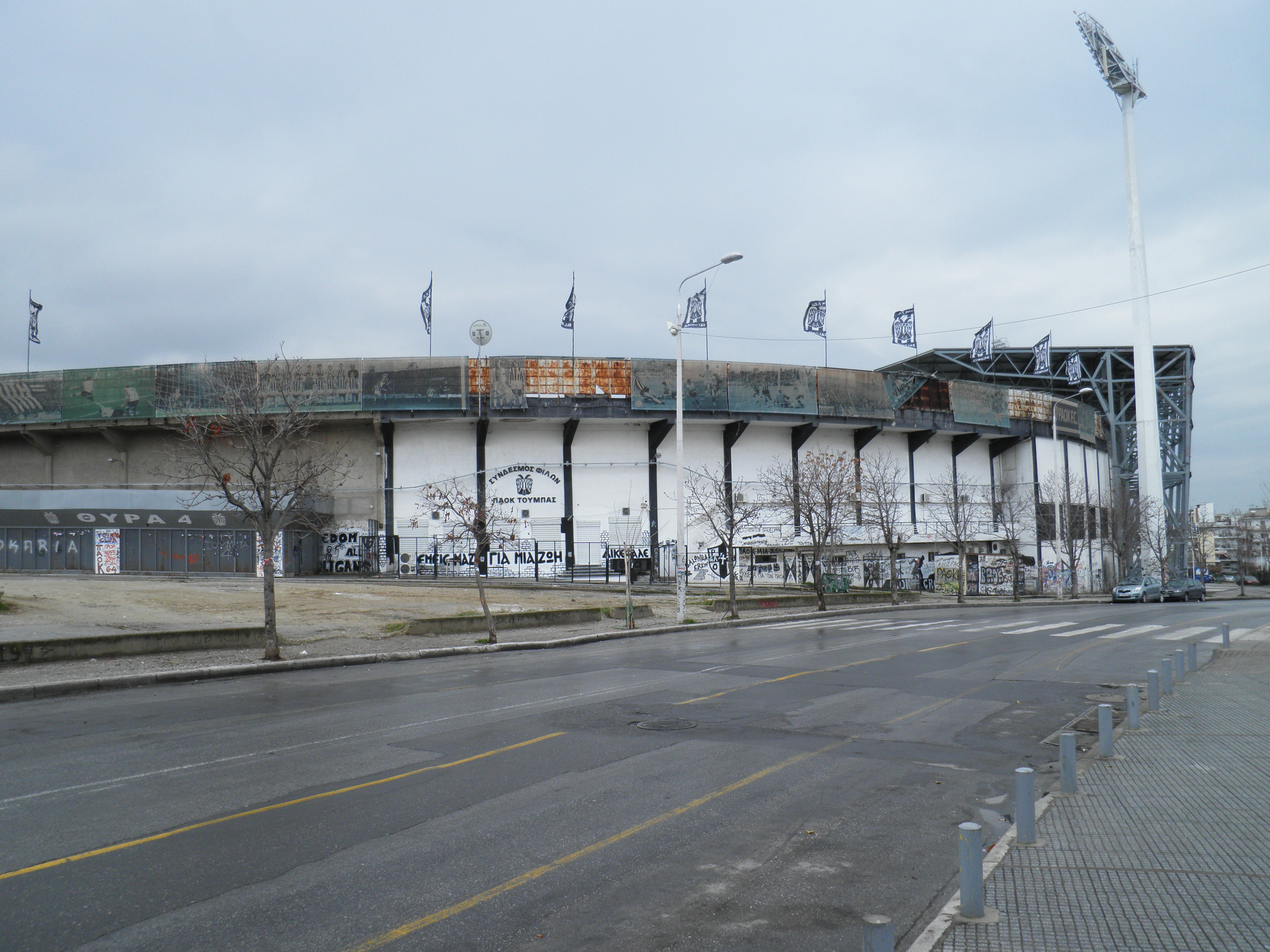